# Уразбаево (Ишимбайский район)
Уразбаево (баш. Ураҙбай) — деревня в Ишимбайском районе Башкортостана, входит в состав Иткуловского сельсовета.

## Название
Деревня названа по имени основателя Уразбая, личность которого не подтверждена историческими источниками.

## История
Аул известен с середины XVIII в. под двумя названиями.
Название Селяук-Баш содержит традиционное для башкирских деревень, находящихся в верховьях рек слово "баш" — голова, исток реки.
Жители деревни (Гумер Суракаев и его сын Мухаметгали) были среди основателей деревни Новоюрматы.
В конце XVIII в. в ней проживало 103 человека, в середине XIX в. — 492 человека. Дворов было соответственно 26 и 64. В 1920 г. 903 жителя проживало в 182 домах.

## Население
| 2002 | 2009 | 2010 |
| ---- | ---- | ---- |
| 652  | ↗666 | ↘638 |

## Географическое положение
Находится в истоке реки Селеук, отсюда старинное название Селяук-Баш.
Расстояние до:
- районного центра (Ишимбай): 28 км,
- центра сельсовета (Верхнеиткулово): 5 км,
- ближайшей ж/д станции (Салават): 45 км.

## Улицы
| - Комсомольская - Луговая | - Марата Асадуллина - Молодёжная | - Октября - Победы | - Рима Иблияминова - Сахалин |

## Экономика
В 15 км от деревни Уразбаево открыто Селеукское месторождение фосфоритов.

## Известные уроженцы
- Сабитов, Мухтар Абдрахманович (20 декабря 1946) — башкирский писатель и драматург, российский журналист, топонимист и краевед, отличник культуры СССР (1989), член Союза писателей РБ (1992), Союза журналистов РБ (2002), лауреат премии им. Х. Гиляжева (1998), заслуженный работник печати и массовой информации РБ (2006).